# Miles O’Keeffe
Frank Miles O’Keeffe (ur. 20 czerwca 1954 w Ripley) – amerykański aktor i producent filmowy.

## Życiorys

### Wczesne lata
O’Keeffe urodził się w Ripley, w stanie Tennessee, w hrabstwie Lauderdale. Jako zawodnik futbolu amerykańskiego, uczęszczał do United States Air Force Academy i w 1972 grał w drużynie futbolowej jako środkowy pomocnik. Jednakże w 1973 przeniósł się do Mississippi State University w ramach stypendium piłkarskiego jako offensive line. W tym czasie ważył 240 funtów (110 kg). Następnie przeniósł się do University of South w Sewanee, w stanie Tennessee i stał się małym studenckim uznanym zawodnikiem w tight end jak i wspomagającym.
Po ukończeniu studiów na wydziale nauk politycznych i psychologii, O’Keeffe przez dwa lata pracował jako doradca systemu prawa w zakładzie karnym w stanie Tennessee. Z czasem wyjechał do Kalifornii, gdzie grał w półzawodowej drużynie rugby, zanim został zaangażowany w Hollywood.

### Kariera aktorska
Debiutował na kinowym ekranie jako Tarzan poszukujący legendarnego cmentarzyska słoni w filmie Johna Dereka Tarzan – człowiek małpa (Tarzan, the Ape Man, 1981) u boku Richarda Harrisa i Johna Phillipa Law. Film zebrał fatalne recenzje, pięć nominacji do Złotej Maliny, w tym dla O’Keeffe’a w kategorii „najgorsza nowa gwiazda” i Złotą Malinę dla najgorszej aktorki dla Bo Derek. Krytycy zarzucali wówczas reżyserowi, że „zamiast opowiadać ciekawą historię, eksponuje urodę własnej żony”.
Stał się znany z roli szermierza, alchemika, maga i uczonego Atora w filmowej trylogii magii i miecza: Ator – Walczący Orzeł (Ator, the Fighting Eagle, 1982), Ator niezwyciężony (Ator 2: L'invincibile Orion, 1982) i Iron Warrior (1987).
W 1987 wystąpił w filmie akcji Brunona Matteiego Double Target u boku Donalda Pleasence'a i Bo Svensona.
Gościł w sześciu odcinkach talk-show Grahama Nortona zrealizowanego przez Channel 4 Graham Norton na tak (So Graham Norton, 1999, 2001).

## Filmografia

### Filmy fabularne
- 1981: Tarzan – człowiek małpa (Tarzan, the Ape Man) jako Tarzan
- 1982: Ator – Walczący Orzeł (Ator, the Fighting Eagle) jako Ator
- 1983: SAS San Salvador (S.A.S. à San Salvador) jako Malko Linge
- 1984: Ator niezwyciężony (The Blade Master) jako Ator
- 1984: Miecz bohaterów (Sword of the Valiant: The Legend of Sir Gawain and the Green Knight) jako Sir Gawain
- 1986: Samotny uciekinier (Lone Runner) jako Garrett, 'Samotny uciekinier'
- 1987: Bękarty wojny 2: Bohaterowie z piekła (Eroi dell'inferno) jako sierżant Darkin
- 1987: Iron Warrior jako Ator
- 1987: Student roku (Campus Man) jako Jack „Kaktus”
- 1987: Double Target jako Robert Ross
- 1988: Dawn of an Evil Millennium
- 1988: Wędrowiec (The Drifter) jako Trey
- 1988: Gabinet figur woskowych (Waxwork) jako hrabia Dracula
- 1988: Phantom Raiders jako Python Lang
- 1989: Moda kryminalna (Fashion Crimes) jako dr Gianmarco Contini
- 1989: Ulice zbrodni (Liberty & Bash) jako Liberty
- 1989: La via dura jako Bull
- 1990: Cartel jako Chuck Taylor
- 1991: Porwanie na żądanie (King’s Ransom) jako Cameron King
- 1991: White Cobra Express
- 1992: Bezlitosny 2 (Dead On: Relentless II) jako Gregor
- 1993: Martwe róże (Acting on Impulse, TV) jako John
- 1993: Strzał (Shoot) jako Cameron King
- 1993: Grzechy nocy (Sins of the Night) jako Tony Falcone
- 1994: Zero tolerancji (Zero Tolerance) jako Kowalski
- 1995: Dzień Millenium (Millenium Day)
- 1995: Naznaczony (Marked Man) jako Vince Mallick
- 1995: Pocahontas (Pocahontas: The Legend) jako John Smith
- 1995: Mściwy łowca (Silent Hunter) jako Jim Parandine
- 1997: Tygrysek (Tiger) jako Rick Baker
- 1997: Prawda albo konsekwencja (True Vengeance) jako Specjalista
- 1997: Przerwany rejs (Dead Tides) jako agent Stanovski
- 1998: Przerwana misja (Diamondbacks) jako Frank Jenkins
- 1998: Ruchome cele (Moving Targets) jako Richard Corliss
- 1999: Bezwarunkowa miłość (Unconditional Love) jako Juno
- 2000: Ucieczka na Niedźwiedzią Górę (Escape to Grizzly Mountain) jako oficer Collins
- 2000: Krew i honor (Blood and Honor) jako porucznik Evans
- 2000: Fatalny konflikt (Fatal Conflict) jako Dan Harper
- 2001: Dziki sezon (Savage Season) jako Reese
- 2001: Czarna soczewka (Out of the Black) jako Cal Malby
- 2005: Bezimienny (The Unknown) jako Ed Janzer
- 2010: Król drogi (King of the Road) jako 'Dziki' Bill

### Seriale TV
- 1993: Napisała: Morderstwo (Murder, She Wrote) jako Paul Atkins

## Nagrody
- Złota Malina 1982; nominacja w kategorii najgorszy aktor – Tarzan w Tarzan – człowiek małpa